# Fuenlabrada de los Montes
Fuenlabrada de los Montes è un comune spagnolo di 1 991 abitanti situato nella comunità autonoma dell'Estremadura.